# Friedrich Ernst Dorn
Pour les articles homonymes, voir Dorn.
Friedrich Ernst Dorn (27 juillet 1848 – 16 décembre 1916) est un physicien prussien, connu pour avoir caractérisé une émanation radioactive du radium, qui sera plus tard appelée radon (gaz rare).

## Hommage
- L'instrument de mesure scientifique « DORn » (sigle) est conçu pour détecter par spectrométrie alpha le radon émis par le régolithe lunaire ; il est embarqué à bord de la sonde Chang'e 6, lancée en 2024[1] ; son nom long est “detection of outgassing radon” (pour « détection du radon dégazant »). C'est un instrument français, conçu et proposé par Pierre-Yves Meslin, investigateur principal de l'instrument, spécialiste des radons martien et mercurien, et chercheur universitaire du laboratoire toulousain IRAP, où l'instrument est développé et construit, sous la maîtrise de réalisation du CNES, et avec divers partenaires[2].